# روبن كوان
روبن كوان هو متزلج فني كندي، ولد في القرن العشرين.
فاز مع شريكته شيري باير ببطولة العالم للناشئين في عام 1976، وهو العام الافتتاحي للبطولة، ثم فاز بالبطولة الوطنية الكندية في عام 1978.